# Antheacheridae
Antheacheridae is een familie van eenoogkreeftjes in de orde van de Poecilostomatoida. De wetenschappelijke naam van de familie is voor het eerst geldig gepubliceerd in 1870 door Sars M..

## Geslachten
- Antheacheres Sars M., 1857
- Coelotrophus Ho, Katsumi & Honma, 1981
- Gastroecus Hansen, 1886
- Staurosoma Will, 1844